# Гаммерштайн
Гаммерштайн (нім. Hammerstein) — громада в Німеччині, розташована в землі Рейнланд-Пфальц. Входить до складу району Нойвід. Складова частина об'єднання громад Бад-Геннінген.
Площа — 7,20 км2. Населення становить 318 ос. (станом на 31 грудня 2020).

## Галерея

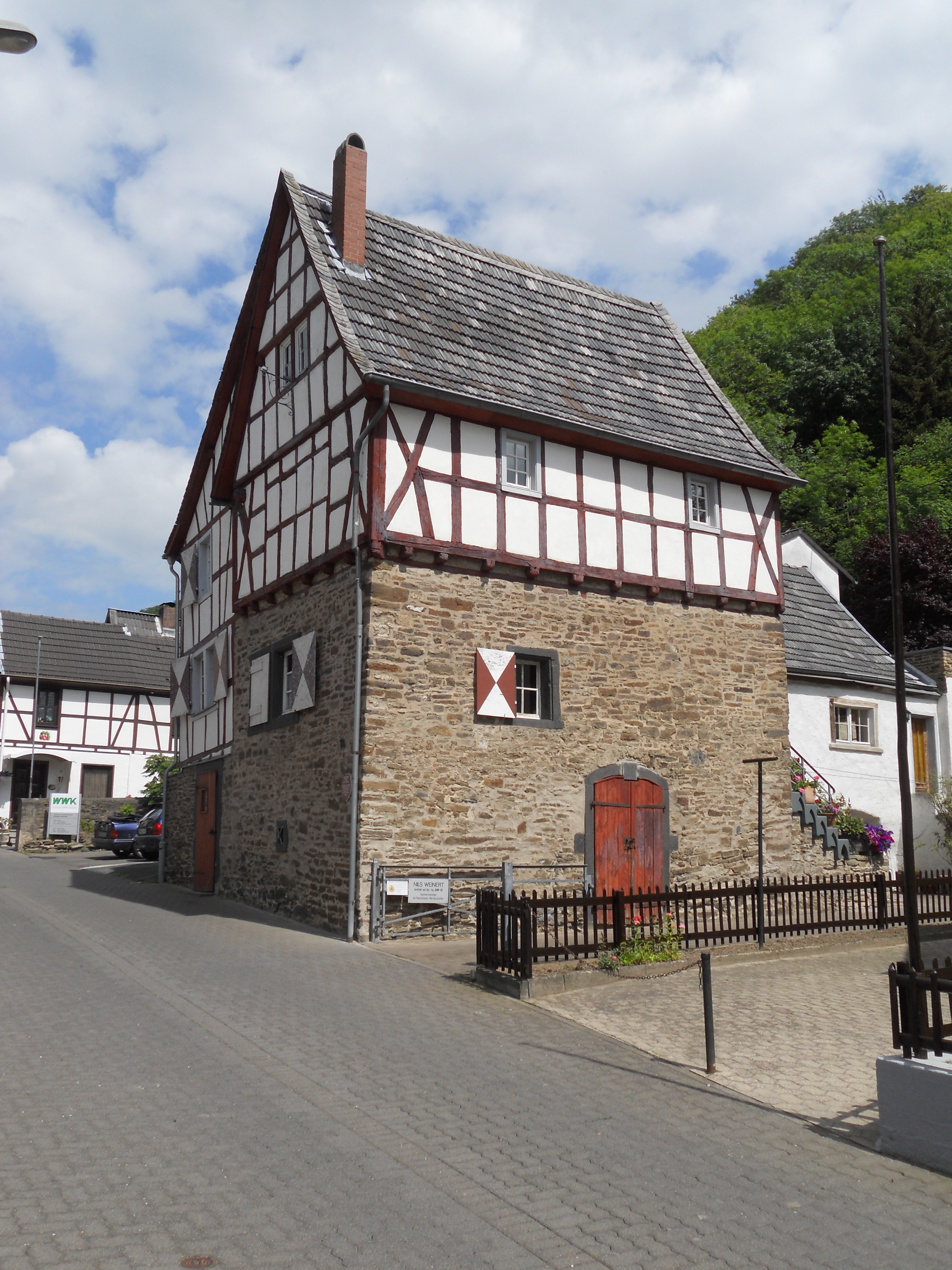
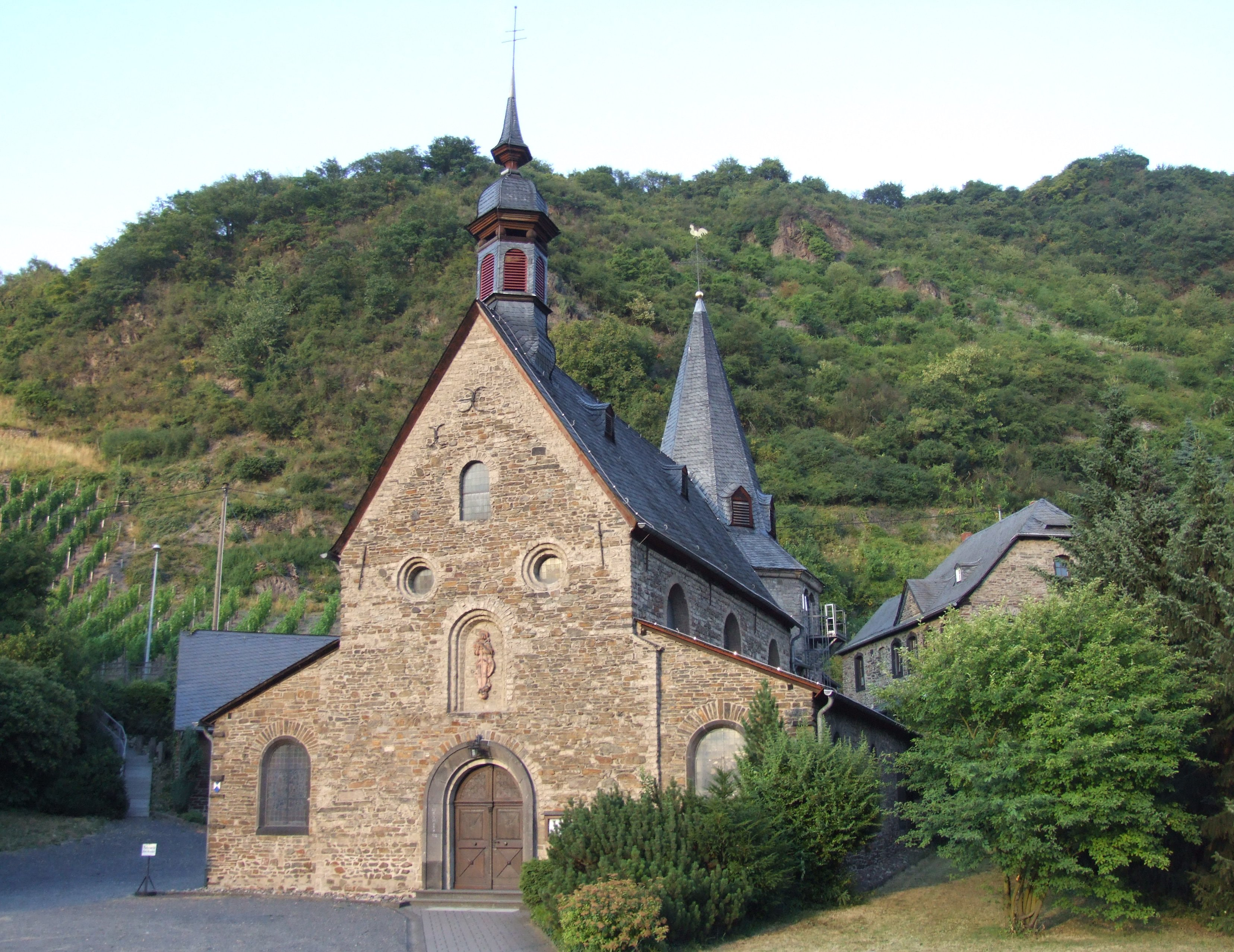